# Кольонія-Білев
Кольонія-Білев (пол. Kolonia Bilew) — село в Польщі, у гміні Ласьк Ласького повіту Лодзинського воєводства.
Населення — 94 особи (2011).
У 1975-1998 роках село належало до Серадзького воєводства.

## Демографія
Демографічна структура станом на 31 березня 2011 року:
|          | Загалом | Допрацездатний вік | Працездатний вік | Постпрацездатний вік |
| -------- | ------- | ------------------ | ---------------- | -------------------- |
| Чоловіки | 45      | 11                 | 30               | 4                    |
| Жінки    | 49      | 14                 | 25               | 10                   |
| Разом    | 94      | 25                 | 55               | 14                   |